# 何勇 (控制理论专家)
何勇，中国地质大学（武汉）自动化学院教授，长期从事先进控制理论及其应用研究。曾入选中国教育部“长江学者”特聘教授、享受中国国务院政府特殊津贴。
何勇教授还担任中国自动化学会控制理论专业委员会委员、中国自动化学会信息物理系统控制与决策专业委员会委员等。